# Karnobat (huyện)
Karnobat là một huyện thuộc tỉnh Burgas, Bungaria. Dân số thời điểm năm 2001 là 29871 người.